# 高綱直良
高綱 直良（たかつな なおよし）は日本の警察官僚。第91代警視総監。東京都出身。1981年警察庁入庁、東京大学法学部卒。長野県警捜査二課長、千葉県警捜査二課長、オーストリア大使館一等書記官、警視庁捜査二課長、警察庁会計企画官兼理事官、警視庁警務部参事官、和歌山県警本部長、内閣官房長官秘書官、警察庁人事課長、警視庁刑事部長、警察庁首席監察官など主に刑事畑を歴任し、2013年1月警察庁刑事局長、2014年1月14日警視総監に就任。2015年8月4日退官。退官後は富士通株式会社執行役員専務CISOを経て、富士通株式会社執行役員副会長（社長特命事項担当）。
2015年8月4日第92代警視総監に就任した高橋清孝と共に東京都霞が関の警察庁本部で会見を行い、約1年半の在任期間を振り返った。パソコン遠隔操作事件で新証拠を発見し全面自供を引き出せたことや、官民一体で取り組んだ危険ドラッグ対策で販売店舗を0にしたことなどが印象深いとし、「警察活動は都民の深い支援と理解があって初めて達成する」と今後の警察活動に理解を求めた。
2023年4月1日付で警察共済組合理事長。